# Samoanische Frauen-Rugby-Union-Nationalmannschaft
Die samoanische Frauen-Rugby-Union-Nationalmannschaft (englisch Samoa women’s national rugby union team; samoanisch Manusina Samoa) repräsentiert Samoa in der Sportart Rugby Union bei allen Länderspielen (Test Matches) der Frauen. Mit Spitznamen nennen die Samoaner ihre Nationalmannschaft Manusina Samoa. Die organisatorische Verantwortung trägt Verband Rugby Samoa (samoanisch Lakapi Samoa). Rugby Union gilt in Samoa als Nationalsport und der Inselstaat ist eines der wenigen Länder, in denen Rugby Union die beliebteste Sportart ist. Traditionell spielt Samoa in blauen Trikots mit weißen Farbakzenten, weißen Hosen und blauen Socken.
Das erste Test Match fand 2000 gegen Japan statt. Seit 2016 nimmt Samoa an der jährlichen Oceania Rugby Women’s Championship teil, wo es gegen Fidschi, Papua-Neuguinea und Tonga antritt. Samoa nahm bisher an drei Weltmeisterschaften teil und erreichte beim Turnier 2002 mit dem neunten Platz sein bestes Ergebnis.

## Organisation
Verantwortlich für die Organisation von Rugby Union in Samoa ist der Verband Rugby Samoa, der auch unter der samoanischen Bezeichnung Lakapi Samoa auftritt. Er wurde 1924 gegründet und 1988 Vollmitglied des International Rugby Football Board (IRFB; heute World Rugby). Rugby Samoa war außerdem im Jahr 2000 Gründungsmitglied des Kontinentalverbandes Federation of Oceania Rugby Unions (FORU; heute Oceania Rugby).

## Geschichte

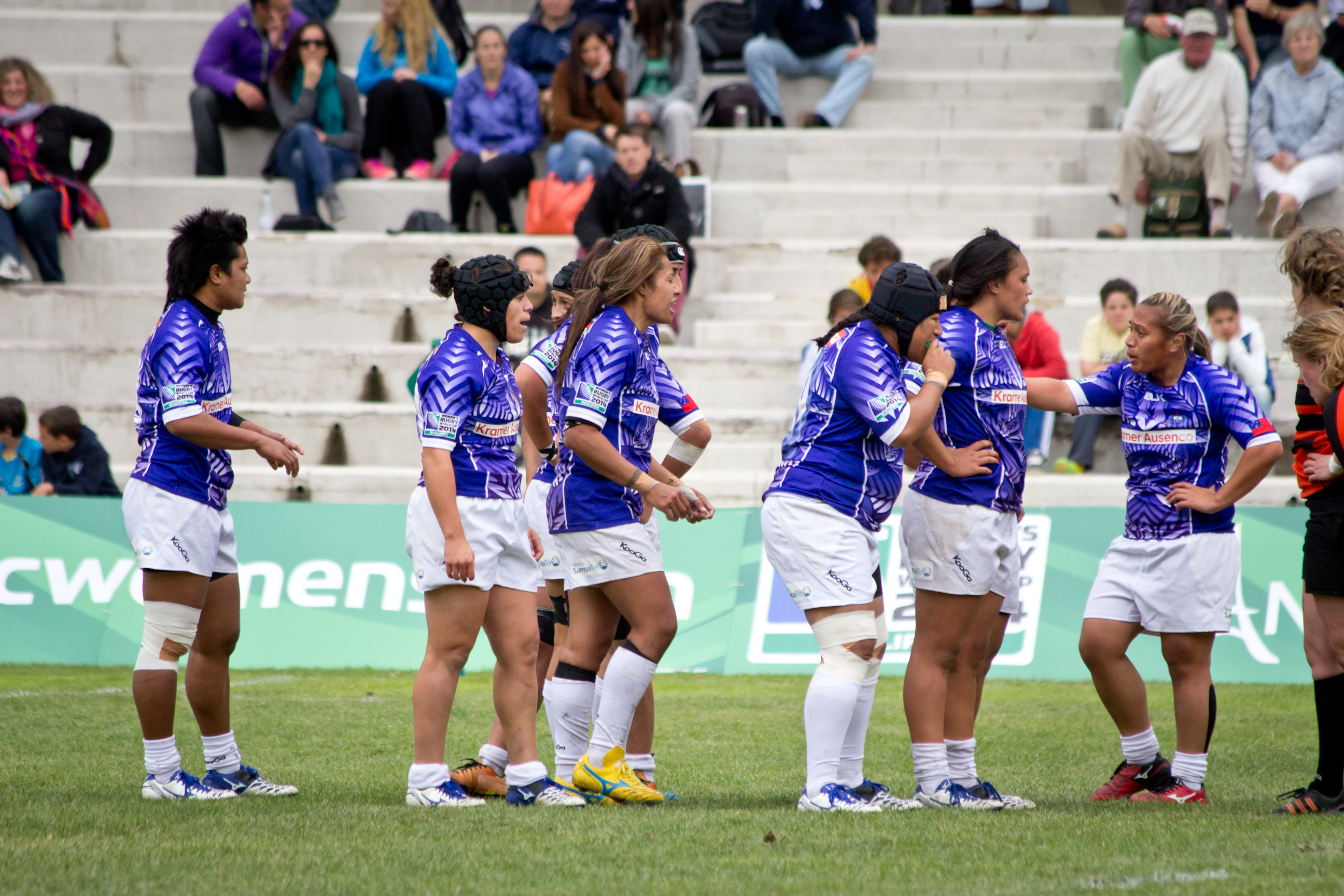
Samoa gegen die Niederlande bei der Frauen-Rugby-Union-Weltmeisterschaft 2014-Qualifikation

Samoa qualifizierte sich bisher für drei Weltmeisterschaften: 2002, 2006 und 2014.
Die Samoanerinnen gewannen die Oceania Rugby Women's Championship 2019 in Fidschi. Im Juli 2021 sollte das Team zwei Test Matches gegen Australien spielen, diese mussten jedoch aufgrund der weltweiten COVID-19-Pandemie abgesagt werden.
Aufgrund der Reisebeschränkungen wegen der weltweiten COVID-19-Pandemie zog sich das Team von der Frauen-Rugby-Union-Weltmeisterschaft 2021-Qualifikation in Dubai zurück.
2023 gewannen die Samoanerinnen ihren ersten ozeanischen Titel nach einem Sieg über die Fidschianerinnen. Damit sicherten sie sich außerdem ihren Platz in World Rugbys ersten WXV in der Division WXV 2.

## Trikot, Logo und Spitzname
Samoa spielt traditionell in blauen Trikots mit weißen Farbakzenten, weißen Hosen und blauen Socken. Das Auswärtstrikot ist weiß mit blauen Farbakzenten, blauen Hosen und weißen Socken.
Das Logo des Verbandes Rugby Samoa zeigt das Wappen Samoas mit dem Schriftzug Samoa Rugby Union darunter. Auf dem Emblem ist das Kreuz des Südens abgebildet, das Nationalsymbol Samoas. Der Spitzname der Nationalmannschaft lautet Manusina Samoa.

## Stadion
Heimstadion Samoas ist der Apia Park in der Hauptstadt Apia, mit einer Kapazität von 8.000 Zuschauern. Das Stadion wurde 1924 eröffnet und war seither Austragungsort sämtlicher Heimspiele.

## Test Matches
Samoa hat 21 seiner bisher 40 Test Matches gewonnen, was einer Gewinnquote von 52,50 % entspricht. Die Statistik der Test Matches Samoas gegen alle Nationen, alphabetisch geordnet, ist wie folgt (Stand: 22. Januar 2025):
| Land               | Spiele | Gewonnen | Unent- schieden | Verloren | % Siege |
| ------------------ | ------ | -------- | --------------- | -------- | ------- |
| Australien         | 1      | 0        | 0               | 1        | 0,00    |
| England            | 2      | 0        | 0               | 2        | 0,00    |
| Fidschi            | 7      | 3        | 0               | 4        | 42,85   |
| Hongkong           | 1      | 1        | 0               | 0        | 100,00  |
| Irland             | 1      | 1        | 0               | 0        | 100,00  |
| Italien            | 1      | 0        | 0               | 1        | 0,00    |
| Japan              | 1      | 0        | 0               | 1        | 0,00    |
| Kanada             | 1      | 0        | 0               | 1        | 0,00    |
| Kasachstan         | 3      | 3        | 0               | 0        | 100,00  |
| Neuseeland         | 2      | 0        | 0               | 2        | 0,00    |
| Niederlande        | 1      | 1        | 0               | 0        | 100,00  |
| Papua-Neuguinea    | 4      | 4        | 0               | 0        | 100,00  |
| Schottland         | 1      | 0        | 0               | 1        | 0,00    |
| Schweden           | 1      | 1        | 0               | 0        | 100,00  |
| Spanien            | 3      | 0        | 0               | 3        | 0,00    |
| Südafrika          | 2      | 1        | 1               | 0        | 50,00   |
| Tonga              | 5      | 5        | 0               | 0        | 100,00  |
| Vereinigte Staaten | 1      | 0        | 0               | 1        | 0,00    |
| Wales              | 1      | 1        | 0               | 0        | 100,00  |
| Gesamt             | 40     | 21       | 1               | 17       | 52,50   |

## Erfolge

### Weltmeisterschaften
Samoa hat sich bisher für drei Weltmeisterschaften qualifiziert. Das beste Resultat war der neunte Platz beim Turnier 2002.
| Jahr | Resultat           | Spiele             | Siege              | Unent.             | Ndlg.              | +/-                | Punkte             |
| ---- | ------------------ | ------------------ | ------------------ | ------------------ | ------------------ | ------------------ | ------------------ |
| 1991 | nicht eingeladen   | nicht eingeladen   | nicht eingeladen   | nicht eingeladen   | nicht eingeladen   | nicht eingeladen   | nicht eingeladen   |
| 1994 | nicht eingeladen   | nicht eingeladen   | nicht eingeladen   | nicht eingeladen   | nicht eingeladen   | nicht eingeladen   | nicht eingeladen   |
| 1998 | nicht eingeladen   | nicht eingeladen   | nicht eingeladen   | nicht eingeladen   | nicht eingeladen   | nicht eingeladen   | nicht eingeladen   |
| 2002 | 9. Platz           | 4                  | 3                  | 0                  | 1                  | 56:30              | 4                  |
| 2006 | 10. Platz          | 5                  | 2                  | 0                  | 3                  | 80:84              | 5                  |
| 2010 | nicht qualifiziert | nicht qualifiziert | nicht qualifiziert | nicht qualifiziert | nicht qualifiziert | nicht qualifiziert | nicht qualifiziert |
| 2014 | 11. Platz          | 3                  | 0                  | 0                  | 3                  | 15:148             | 0                  |
| 2017 | nicht qualifiziert | nicht qualifiziert | nicht qualifiziert | nicht qualifiziert | nicht qualifiziert | nicht qualifiziert | nicht qualifiziert |
| 2021 | nicht teilgenommen | nicht teilgenommen | nicht teilgenommen | nicht teilgenommen | nicht teilgenommen | nicht teilgenommen | nicht teilgenommen |
| 2025 | qualifiziert       | qualifiziert       | qualifiziert       | qualifiziert       | qualifiziert       | qualifiziert       | qualifiziert       |
| 2029 | noch ausstehend    | noch ausstehend    | noch ausstehend    | noch ausstehend    | noch ausstehend    | noch ausstehend    | noch ausstehend    |
| 2033 | noch ausstehend    | noch ausstehend    | noch ausstehend    | noch ausstehend    | noch ausstehend    | noch ausstehend    | noch ausstehend    |

### Oceania Rugby Women’s Championship
Das einzige jährliche Turnier Samoas ist seit 2016 die Oceania Rugby Women’s Championship, wobei man gegen Fidschi, Papua-Neuguinea und Tonga spielt. Dabei gelang ein Turniersieg.
- Turniersiege (1): 2023

## Spielerinnen

### Aktueller Kader
Die folgenden Spielerinnen bilden den Kader während der Weltmeisterschaft 2025:
| Spielerin              | Position         | Verein                            | Länderspiele |
| ---------------------- | ---------------- | --------------------------------- | ------------ |
| Ana-Maria Afuie        | Gedrängehalb     | Sunnybank                         | 06           |
| Saelua Leaula          | Gedrängehalb     | vereinslos                        | 15           |
| Faalua Tugaga          | Gedrängehalb     | vereinslos                        | 07           |
| Drenna Falaniko        | Innendreiviertel | Petone / Wellington               | 04           |
| Madisen-Jade Iva       | Innendreiviertel | vereinslos                        | 0            |
| Davina Lasini          | Innendreiviertel | Brothers Rugby Club               | 06           |
| Faʻasua Makisi         | Innendreiviertel | Oriental Rongotai / Wellington    | 02           |
| Keilamarita Pouri-Lane | Innendreiviertel | Penina Pasifika                   | 0            |
| Harmony Vatau          | Innendreiviertel | Endeavour Hills / Penina Pasifika | 07           |
| Lutia Col Aumua        | Außendreiviertel | vereinslos                        | 09           |
| Michelle Curry         | Außendreiviertel | vereinslos                        | 08           |
| Linda Fiafia           | Außendreiviertel | vereinslos                        | 13           |
| Taytana Pati Ah-Cheung | Schlussfrau      | vereinslos                        | 02           |
| Melina Salale          | Schlussfrau      | Penina Pasifika                   | 01           |
| Karla Wright-Akeli     | Schlussfrau      | Ponsonby Fillies / Auckland       | 07           |

| Spielerin                     | Position               | Mannschaft                                      | Länderspiele |
| ----------------------------- | ---------------------- | ----------------------------------------------- | ------------ |
| Avau Valentina Filimaua       | Haklerin               | Linwood / Canterbury / Penina Pasifika          | 08           |
| Cathy Uluʻulumatafolau Leuta  | Haklerin               | Papatoetoe / Counties Manukau / Penina Pasifika | 09           |
| Faith Nonutunu                | Haklerin               | vereinslos                                      | 0            |
| Denise Aiolupotea             | Pfeiler                | MAC / Hawke’s Bay / Hurricanes Poua             | 06           |
| Glory Aiono Samuelu           | Pfeiler                | vereinslos                                      | 07           |
| Tori Iosefo                   | Pfeiler                | MAC / Hawke’s Bay / Penina Pasifika             | 05           |
| Ana Mamea                     | Pfeiler                | Papatoetoe / Counties Manukau / Penina Pasifika | 14           |
| Ti Tauasosi                   | Pfeiler                | Marist Old Boys / Auckland / Penina Pasifika    | 10           |
| Demielle Onesemo-Tuilaepa     | Zweite-Reihe-Stürmerin | Penina Pasifika                                 | 0            |
| Ana-Lise Sio                  | Zweite-Reihe-Stürmerin | Tuggeranong Vikings                             | 08           |
| Jayjay Taylor                 | Zweite-Reihe-Stürmerin | Sunnybank                                       | 0            |
| Utumalama Atonio              | Flügelstürmerin        | Papatoetoe / Counties Manukau                   | 15           |
| Joanna Fanene-Lolo            | Flügelstürmerin        | Marist Old Boys / Auckland                      | 03           |
| Nina Foaese                   | Flügelstürmerin        | Norths / Wellington / Penina Pasifika           | 23           |
| Christabelle Onesemo-Tuilaepa | Flügelstürmerin        | Penina Pasifika                                 | 01           |
| Sinead Ryder                  | Flügelstürmerin        | vereinslos                                      | 06           |
| Sui Pauaraisa                 | Flügelstürmerin        | Linwood / Canterbury                            | 24           |

### Bekannte Spielerinnen
Bisher wurde noch keine samoanische Spielerin in die World Rugby Hall of Fame aufgenommen.

## Trainer
Folgende Personen waren Trainer der samoanischen Nationalmannschaft:
| Name                | Jahre     |
| ------------------- | --------- |
| Feturi Elisaia      | 2002      |
| Peter Fatialofa     | 2013      |
| Euini Lale Faumuina | 2014–?    |
| Ramsey Tomokino     | seit 2018 |